# Psychotria bradei
Psychotria bradei är en måreväxtart som beskrevs av Paul Carpenter Standley. Psychotria bradei ingår i släktet Psychotria och familjen måreväxter. Inga underarter finns listade i Catalogue of Life.